# 신찬익
신찬익(申璨翊, 1912년 8월 1일 ~ 1969년 3월 13일)은 대한민국 독립운동가이자 서예가 겸 시인이며 前 정치가이다.
아명(兒名)은 신아(申阿, 1915년 2월 3일을 기하여 신찬익(申璨翊)으로 개명.)이며 호(號)는 삼도(三徒)이다.

## 생애

### 일생
전라남도 제주군 제주면 삼도리 객저(全羅南道 濟州郡 濟州面 三徒里 客邸)에서 출생하였으며 지난날 한때 전라남도 신안군 압해면 신장리 객저(全羅南道 新安郡 押海面 新庄里 客邸)에서 잠시 유아기를 보낸 적이 있고 그 후 전라남도 해남군 해남면 신안리 객저(全羅南道 海南郡 海南面 新安里 客邸)에서 잠시 유년기를 보낸 적이 있는 그는 1918년 제주군 향리에 귀향을 한 후 전라남도 제주군 구우면 대림리 1308번지 본가에서 성장하였으며 1931년 전라남도 제주고등농업학교 졸업 당시, 이른바 사상 불순(不純)을 이유로 졸업 직전에 퇴학 조치 처분된 동급생 김원요(金源堯)가 학교 당국에 격렬히 항의했다 하여 졸업식장에서 일경에 피검되고 또한 동급생 신창진(愼昌珍)·양두옥(梁斗玉)이 같은 이유로 졸업을 못하고 유급되자, 동료 졸업생들과 함께 식민지 교육 철폐를 주장하는 격문을 뿌리고 교무실과 일본인 교장의 관사(官舍)로 몰려가 집단 성향으로 항의하며 기물을 파손하는 등의 격렬한 항거를 주도하였다.
이 일로 인하여 다른 10명의 학생과 함께 피체되어, 동년(1931년) 8월 29일 전라남도 광주지방법원 목포지청에서 소위 폭력 행위 등 처벌에 관한 법률 위반으로 징역 1년형을 선고받고 1932년 3월 1일 경상북도 대구복심법원에서 징역 1년형 및 집행유예 5년의 결심 공판 처결이 확정되기까지 1년여의 옥고를 치렀다.
그 후 1945년 전라남도 해남 지방에서 8.15 조선 광복을 목도하였고 훗날 1947년 2월 1일에서 1948년 2월 29일까지 한국독립당 초급행정위원 직위를 지냈으며 1948년 2월 29일을 기하여 한국독립당 탈당을 하였다. 1955년 10월 16일을 기하여 제주도 제주 향리로 영구 귀향을 한 그는 1961년 12월 1일에서 1962년 2월 21일까지 김영관 당시 제주도지사 및 해군 제독의 예하 민원행정비서관 직책을 지냈다.

### 학력
- 전라남도 제주 신성보통학교 졸업(1925년)
- 전라남도 제주고등상업학교 졸업(1931년)

#### 명예 졸업
- 전라남도 해남중학교 명예 졸업장 수여(1948년 5월 26일)

## 사후
대한민국 정부에서는 고인의 공훈을 기리고자 1993년 3월 1일을 기하여 대한민국 건국포장을 추서하였다.